# Összművészeti alkotás
Az összművészet vagy Gesamtkunstwerk olyan, a 19. század elején indult és a 21. században is tartó kísérlet, amely az összes művészeti ágakat mint egyenrangú elemeket – mint például a költészet, zene, tánc, színművészet, építészet, vagy a festészet, később a film stb. – egyetlen mű mondanivalójának szolgálatába állít. A legismertebb és egyik legkoraibb alkotója, alkalmazója Richard Wagner, aki a zenedrámában a szöveg, a zene, a kar és a balett egybefűzésével alkotott egységet operáiban. Ám e kísérletezés megjelenik a művészeti ágazatok – irodalom, előadó-művészet, képzőművészet – más ágainak – mint a színházművészet, vagy az építészet – alkotásaiban is.

## Kialakulása
Az összművészet eredete a német korai romantikához vezet vissza a 18. század végén, amikor megszületett az univerzális költészet filozófiája. A költészettel, mint vezető művészeti ággal indult el egy egyetemes rend megvalósulására törekvés, vágy a művészekben a francia forradalmat követő társadalmi felfordulás következtében fellépő metafizikai elvesztettség után, minden művészeti ág egyesítése által. Filozófusok, mint Friedrich von Schlegel és Friedrich Wilhelm Joseph Schelling is értekeztek erről.
A 19. század húszas éveitől kezdve megsokasodtak a Gesamtkunstwerk jelenségével kiemelten foglalkozó, azt vizsgáló teoretikus művek. A téma egyik 21. századi jelentős kutatója Anke Finger, Das Gesamtkunstwerk der Moderne című, 2006-ban megjelent könyvében rámutat, hogy az írások zöme abban a korban már az opera, az ünnepély, és a szinesztézia fogalmaival azonosítja a Gesamtkunstwerk fogalmát. Így például már Karl Friedrich Eusebius Trahndorff Aesthetik oder Lekre von der Weltordnung und Kunst című 1827-es művében is az opera műfaja volt hivatott a költészet, a zene, a színjátszás, a mozdulatművészet a tánc és a képzőművészetek egyetlen műalkotásban történő egyesítésére, mint összművészeti alkotással, hiszen voltaképpen Richard Wagner Trahndorff gondolatát viszi, gondolja tovább. Wagner e szerinti tézise a három „tisztán emberi” (reinmenschlich) művészetnek: a szónak, az utánzó művészeteknek és a zenének a drámában megvalósuló szintézisén alapul. A Gesamkunstwerkkel szimpatizáló vagy azzal polemizáló szerzők évtizedeken át elsősorban az ő Zukunftmusik című leveléből ismert kidolgozását vették alapul. Így Ottokar Hostinsky is, aki szerint szintén az opera kínálja a legmegfelelőbb feltételeket a „szintetikus műalkotás” létrehozásához, és akinek a Das Musikalisch-Schöne und das Gesamtkunstwerk, 1877-es művében megjelenő Gesamtkuntwerk-elve már a századforduló, illetve az avantgárd totális műre vonatkozó koncepcióit előlegezi meg.
A 20. század elejétől az építészet vette át a vezető szerepet, aminek kiteljesedését a világháborúk vetették vissza – ám számos tervrajzban maradtak fönn elképzelések. Az irányzat túllépett azon a Wágneri elképzelésen, hogy a képzőművészet csupán a színházi hármas (a három „tisztán emberi” művészet, költészet-zene-tánc) alárendeltje lehet.

### Totális színház
A totális (vagy magyarul teljes) színház azoknak a színházművészeti irányzatoknak az elnevezése, amely a színművekben – a szerző által – megszerkesztett eseménysorok minél teljesebb, gazdagabb alkalmazását hirdeti. Más megfogalmazás szerint a színjáték mint művészi produkció, különféle művészetek (irodalom, színjátszás, zene, tánc, festészet) és technikai segédeszközök együttes hatására épül, ezek produktumai olvadnak össze sajátos egésszé. Richard Wagner „Gesamtkunstwerk” (’összművészet’) fogalmát a 20. század folyamán Edward Gordon Craig fejlesztette tovább. E szerint – Hevesi Sándorral való levelezése alapján – a szöveg (szó és hang) színpadi hatásának növelésére a színpadkép és a figurák mozgatása szolgálnak az összhatás álomszerűvé tételével és a többi művészet tanulmányozásával. Gyakorlata Németországban Max Reinhardt színházaiban és Erwin Piscator epikus színházi kísérleteiben alakult ki. Magyarországon például Németh Antal több rendezését jellemezte ez a művészi törekvés, amikor a rendezői értelmezéssel szemben a rendezői vízió, látomás helyeződik a középpontba, mely neki köszönhetően jelent meg hazánkban – Lengyel György magyarázata szerint.

### Szecessziós Gesamtkunstwerk
A 19-20. századok fordulóján kialakuló „új művészet” célja a használati tárgyak művészi megformálásának szükségessége, a tárgyak ipari formatervezése, a művészetet mindenkinek elv érvényesítése, a funkcionális jelleg mellett a totális műalkotás (Gesamtkunstwerk) megvalósítása volt. Ez a gyakorlatban számos ellentmondásba ütközött. Így a kézműves technológiák és az esztétikus tárgyak iránti tömegigény, az iparművészet előretörésével a használhatóság előtérbe kerülése az eszmeiséggel szemben, melyek miatt a „Gesammtkunst” (összművészet) épületre és teljes belső berendezésre kiterjedő koncepciója csak a megfelelő anyagi fedezet mellett valósulhatott meg. További nehézség volt, hogy gyakran a mozgalom képviselői maguk sem tudtak elszakadni a költői, vallási, historikus, sőt hazafias eszmék kifejezésétől, ami viszont a művészi formák teljes szabadságának mondott ellent.
Újabb változatával a Bauhaus mozgalom próbálkozott, elsősorban a szcenika, a színpad- és színháztechnika, valamint a színházépítészet variábilis lehetőségeinek kihasználásával.

## Példák
- Vidor Emil építész Bedő Béla számára tervezett Honvéd utcai palotája: Magyar Szecesszió Háza vagy Bedő-ház (1903)[12][13]
- Josef Hoffmann építette Stoclet-ház (~1905–1911)
- Maróti Géza és a Gödöllői Művésztelep művészeinek munkája, az 1909–1958 között funkcionált velencei Biennálé-kertekben található Magyar Pavilon[14]
- Németh Antal Az ember tragédiája hamburgi rendezése (1937)[15]
- Hans Scharoun(wd) épülete, a Berlini Filharmónia(wd) (1963)[2]
- Horgas Eszter Partitúra Összművészeti Kurzusa (Balatonfüred, 2011-től)[16][17]
- Horgas Ádám Macbeth című produkciója a Pesti Magyar Színházban (2014)[18]